# Ophiomyia spinicauda
Ophiomyia spinicauda este o specie de muște din genul Ophiomyia, familia Agromyzidae, descrisă de Mitsuhiro Sasakawa în anul 1972.
Este endemică în Taiwan. Conform Catalogue of Life specia Ophiomyia spinicauda nu are subspecii cunoscute.